# Nefrectomía

Diagrama que ilustra el antes y después de una nefrectomía radical. El riñón, la glándula suprarrenal y el uréter han sido removidos.

Una nefrectomía es la extracción quirúrgica de un riñón. En una nefrectomía parcial, se extirpa una parte del riñón o un tumor (tumorectomía). En un procedimiento simple, se extirpa el riñón. En uno radical, se extirpa el riñón completo, junto con la fascia de Gerota que lo rodea, la glándula suprarrenal cercana, los ganglios linfáticos y otros tejidos adyacentes; y en la nefroureterectomía se extirpa riñón y uréter con un cuff de vejiga. En una nefrectomía bilateral, se extirpan ambos riñones. 
La indicación para practicar este procedimiento se establece cuando hay tumores renales, como el hipernefroma, si el riñón se encuentra gravemente alterado por ciertas enfermedades benignas como la hidronefrosis, la existencia de cálculos, o tras un traumatismo que ocasione lesiones renales graves. Esta operación también se practica para realizar un trasplante de un donante vivo. 
La indicación quirúrgica corresponde a las enfermedades CIE-10 Capítulo II: Neoplasias:
- (C64) Neoplasias malignas de riñón, excepto de la pelvis renal.
- (C65) Neoplasias malignas de la pelvis renal.
- (C66) Neoplasias malignas de uréter.

El estándar en cirugía renal es la laparoscopia, introducida en 1991 por el Dr. R. Clayman, quien presentó la primera nefrectomía efectuada por vía laparoscópica para lesiones benignas, abriendo un nuevo enfoque quirúrgico en esta especialidad.
- Nefrectomia radical laparoscópica[2]
- Nefrectomia parcial laparoscópica
- Tumorectomia laparoscópica
- Pieloplastia laparoscópica
- Nefroureterectomia laparoscópica

Tras la operación por vía laparoscópica, el resultado oncológico es igual a la técnica abierta, no obstante la recuperación es más rápida y menos dolorosa.

## Historia
En 1652 se practicó la primera nefrectomía conocida, por el anatomista italiano Domenico Marchetti, que solo contaba con 26 años.